# آلپباخ (رود)
آلپباخ (به آلمانی: Alpbach) یک رود در آلمان است که در بایرن واقع شده‌است.